# مديرية الحيمة الخارجية
مديرية الحيمة الخارجية هي مديرية من مديريات محافظة صنعاء اليمنية والتي تقع إلى الغرب من العاصمة صنعاء. يحدها من الشرق مديرية بني مطر ومن الشمال مديرية الحيمة الداخلية ومن الغرب مديرية مناخة ومن الجنوب محافظة ذمار. بلغ عدد سكانها 58454 نسمة عام 2004.

## الموقع
تقع مديرية الحيمة الخارجية في الجهة الغربية للمحافظة وهي ضمن مكونات القطاع الغربي المحاذي لمحافظة ذمار من جهة الجنوب ، وتبعد عن مركز المحافظة (70) كيلو متراً تقريباً .
الحدود :-
يحد المديرية شمالاً : (مديرية الحيمة الداخلية) .
وشرقاً : ( مديرية بني مطر) ، ومديرية ضوران التابعة لمحافظة ذمار .
وجنوباً : (مديرية جبل الشرق التابعة لمحافظة ذمار ) .
وغرباً : مديرية مناخه.

## التقسيم الإداري

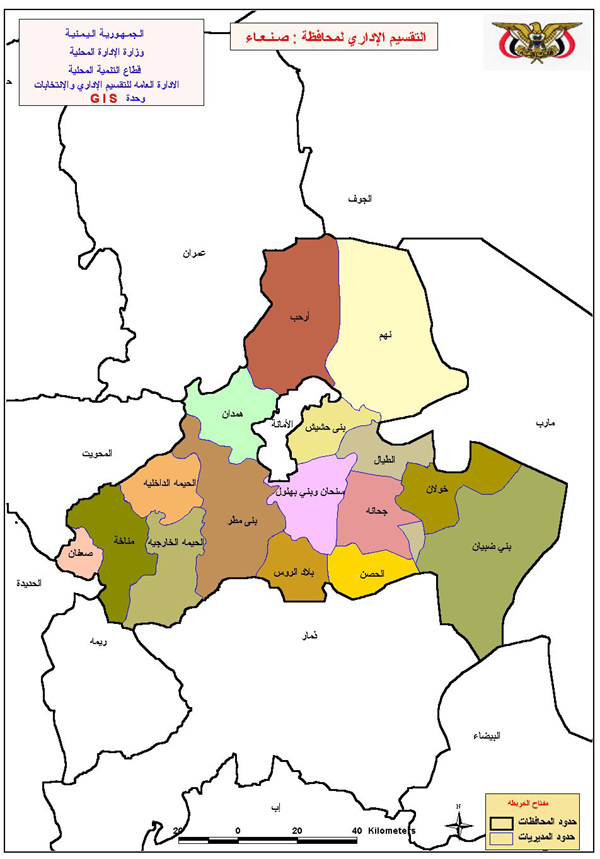
موقع مديرية الحيمة الخارجية في محافظة صنعاء

عزل المديرية :
| - مفحق - بني منصور - الاعروش - وهبي - الصوفه - بيت العليي - الجحادب - دروان - سحاح - يادع - بني سليمان - الربع - المخلاف - العجز - بيت ابن مهدي | * بني بجير - بني جحدب - بني محمد - بني عروة - جحاله - السدس - الحطب - المحيام - الاعمور - بيت الجريدي - بني وليد - بني القلام - سهام - ضابي سهام - بني فراص - بنى شمهان |

## المعالم الأثرية التاريخية والسياحية
يعتبر حصن مفحق وحصن المنار من معالمها الاثرية الهامة ..

## الأودية
وادي علي – وادي مرحبه/ الشخر – وادي المحيام/ بني أحمد – وادي سهام - وادي وهبي – وادي عبد الحق – وادي الموجر – وادي الحبيري – وادي البئر – وادي صرف – وادي الشخر – وادي العجرة – وادي سحاح .